# 中井ゆかり
中井 ゆかり（なかい ゆかり、1992年7月7日 - ）は、日本のグラビアアイドル。
神奈川県出身。アルファ・ジャパンプロモーション所属。

## 略歴・人物
2006年にデビューし、2007年よりグラビアアイドルとして活躍していた。
2009年6月、アルファ・ジャパンプロモーションの取締役社長（代表権は無い）に就任。
2011年7月7日に引退。
趣味はピアノ、ダンス。特技はテニス。

## 作品

### DVD
- 美少女は中学生VOL.5 中井ゆかり（2007年3月16日、メディアサプライ）[4][5]
- Cuteな彼女。中井ゆかり（2007年6月15日、心交社）
- Tバック銃士ゆかりからのドキュン! 中井ゆかり（2007年9月21日、サイバーピクチャーズ）
- 美少女たちのティーパーティーVol.2 中井ゆかり・有岡ゆい（2007年9月28日、メディアサプライ）[6]
- Watch!中井ゆかり（2007年12月7日、心交社）ロケ地:沖縄
- 究極乙女 中井ゆかりLOVES あいださくら（2008年1月8日、MediaForce）[7]
- Switch!中井ゆかり（2008年3月7日、心交社）[8]
- 100%美少女 中井ゆかり Vol40（2008年6月20日、メディアサプライ）
- 究極乙女 中井ゆかり LOVES 七海きら（2008年7月25日）[9]
- 美少女達のティーパーティー Vol.6 中井ゆかり・七海きら（2008年8月18日、メディアサプライ）
- 究極乙女 中井ゆかり（2008年9月26日、Mediaforce）[10]
- 激写 Vol.38 Tバックプリンセス 中井ゆかり（2008年12月19日、メディアサプライ）
- 究極乙女TWINS 泉明日香 LOVES 中井ゆかり（2009年2月27日、Mediaforce）
- All About 中井ゆかり（2009年3月20日）
- 究極乙女 中井ゆかり II（2009年3月27日）[11]
- 究極乙女 TWINS II 中井ゆかり LOVES 泉明日香（2009年5月22日）[12]
- 激写 美少女再び 中井ゆかり（2009年6月19日 日本メディアサプライ）
- 美少女たちのティーパーティー  Vol.11 中井ゆかり＆静実芽（2009年8月21日）
- 中井ゆかり/究極乙女 ゆかり、社長就任！（2009年9月25日Mediaforce）[13]
- 激写 中井ゆかり 「美少女は取締役社長！」（2009年11月20日、日本メディアサプライ）
- 激写ドリームコラボレーション 中井ゆかり 泉明日香（2009年12月18日、日本メディアサプライ）
- Cream DVD-BOX PREMIUM（2010年3月9日、ワイレア出版）
- 究極乙女 中井ゆかり LOVELY GIRLは取締役社長（2010年4月30日、Mediaforce）[14]
- 100%美少女 Vol.66 中井ゆかり（2010年6月18日、日本メディアサプライ）
- 恋少女*H 中井ゆかり 〜Tバックプリンセス最後の新学期〜 中井ゆかり（2011年1月21日、日本メディアサプライ）[15]
- 中井ゆかり Love Juice（2011年3月25日、ビーエムドットスリー）ロケ地:神奈川、横浜
- 中井ゆかり リマスターズ 乙女伝説（2011年5月27日、Mediaforce）
- All About 2 中井ゆかり（2012年1月27日）

### 写真集
- Pearl（2007年6月30日、心交社）
- Emerald（2007年12月20日、心交社）
- Topaz（2008年3月7日、心交社）

## 主な出演

### テレビ
- 笑い飯の怪奇!ゲーム作戦 2007/08/11 朝日放送
- ラジかるッ崖っぷち歌合戦 2007/05/04 日本テレビ

### CM
- 藤原紀香「卒業篇」 2007年2月9日 レオパレス21

### CD
- 素材辞典 Vol.175「ティーンズライフ・友達と笑顔編」 2006年9月1日 データークラフト

### 雑誌
- Exciter (エキサイター) 4月号「U-18限定激萌え 美少女エロス」 2011/03/15 インフォレスト
- 劇画マッドマックス「世界一セクシーすぎる女囚たち」 2010/05/22 コアマガジン
- サイゾー3月号「あいはら友子氏対談」 2010/02/18 サイゾー
- ENTERTA INMENT Dash2月号「無邪気にチラリの」 2010/01/15 晋遊舎
- Exciter (エキサイター) 2月号「セーラー服のまま」 2010/01/15 インフォレスト
- サブラ1月号「日本の美人社長 中井ゆかり」 2009/11/25 小学館
- Street SUGAR 9月号 表紙 2009/08/07 サン出版
- Cream8月号「ご存知スーパーSEX女子高生！」 2009/07/07 ワイレア出版
- 週刊実話7/2号「中井ゆかりが衝撃発言」 2009/06/18 日本ジャーナル出版
- Cream6月号「ご存知スーパーSEX女子高生！」2009/05/07 ワイレア出版
- 増刊新撰組DX 5月号「寸止めアイドル 中井ゆかり」2009年3月 竹書房
- CIRCUS MAX 4月号 現役女子高校生の座談会 2009年3月 KKベストセラーズ
- Cream 2・3月号「セクシー系グラドル中井ゆかり」 2009年1月 ワイレア出版
- アップトゥボーイ 2「グラドル・中井ゆかりの主張」2008年12月 ワニブツクス
- スコラ2009-1 スポーツアイドル大集合 中井ゆかり 2008年11月 スコラマガジン
- Cream 11月号 中井ゆかり 2008年10月 ワイレア出版
- スコラ抱きしめたくなる現役女子高校生グラドル21人 2008年7月 スコラマガジン
- Cream 6月号 中井ゆかり15歳「そっとくちづけ」 2008年5月 ワイレア出版
- STUDIO VOICE 「次世代アイドル13名 中井ゆかり」2008年4月 INFAS
- Cream 5月号 2008年4月 ワイレア出版
- Beppin School「究極☆Ultimate」 2008年3月 ジーオーティー
- Cream 3月号「お目を拝借!」2008年2月 ワイレア出版
- プレイボーイ「漢のアイドル写真集&DVD特捜隊」 2008年1月 集英社
- ネトラン 1月号「中井ゆかり」2007年12月 にゅーあきば
- ウォーB組 1月号「中井ゆかり15歳インタビュー」2007年12月 サン出版
- CIRCUS MAX Vol.6「中井ゆかりの激白」2007年12月 KKベストセラーズ
- BUBKA 1月号「アイドルちゃんぷ」2007年11月 コアマガジン
- ヴァッカ 1月号「アイドルファン自信」2007年11月 メディア・クライス
- BUBKA 12月号「アイドルちゃんぷ」2007年11月 コアマガジン
- moecco Vol-10「中井ゆかり15歳」 2007年9月 マイウェイ出版
- スコラ No.512「ランキング×ランキング3位」 2007年9月 スコラマガジン
- プレイボーイ「漢のアイドル写真集&DVD特捜隊」 2007年7月 集英社
- moecco Vol-8「中井ゆかり14歳」 2007年5月 マイウェイ出版

### 新聞
- 東京スポーツ「16歳の現役高校生グラドル中井ゆかり 社長に！！」2009年6月5日
- 夕刊フジ 「15歳Tバックアイドルの主張」2007年10月19日
- 東京スポーツ「14歳の少女が大胆Tバック 中井ゆかり」2007年3月22日
- 内外タイムス「14歳でこの迫力 中井ゆかり」2007年3月20日

### WEB
- 「ジュニアアイドルドットコム」2007年12月-2008年1月のカバーガール特集
- スポニチ Sponichi Annex グラビア アイドルレポート 中井ゆかり 2007年9月23日

### イベント
- ハマPOP「中井ゆかり 高校卒業記念ライブ」2011年2月 関内ベイジャングル
- 横浜開港150周年ライブ「濱の夜は666!」 中井ゆかり取締役社長就任式及び撮影会 2009年6月 関内ベイジャングル
- 2009Mots新春「高須の言いたい放題!」 2009年1月 ロストプラスワン
- SMACKGIRL 7th ANNIVERSARY ラウンドガール 2007年12月 後楽園ホール
- マーメイドライブ2周年 司会 2007年8月 ベイジャングル
- SMACKGIRL 2007年度 オフィシャル ラウンドガール 2007年3月 スマックガール